# Temporal de O'Higgins de 1986
El Temporal de O'Higgins de 1986 se produjo en Chile entre el 12 de junio de 1986 y el 26 de junio del año 1986, con fuertes precipitaciones que cayeron en las regiones de Coquimbo, Valparaíso, Metropolitana de Santiago, del General Libertador Bernardo O'Higgins, del Maule, del Biobío. Los vientos llegaron a alcanzar magnitud 11 en la escala de Beaufort.

## Damnificados
Durante el temporal hubo alrededor de 8 millones de personas afectadas, de ellas 109 570 fueron damnificadas, aunque el Comando de Pobladores anuncia una cifra de 500 000 afectados. Hubo 3522 albergados, 236 heridos, 534 muertos y desaparecidos. Como consecuencia de este frente de mal tiempo, se erradicaron a pobladores desde la ribera del río Mapocho hacia zonas más seguras, como por ejemplo, se dio inicio al poblamiento y urbanización del cerro 18 en Lo Barnechea, con la construcción de viviendas sociales para familias provenientes del Campamento Quinchamalí, de la misma comuna.

## Problemas
Las intensas lluvias inundaron grandes extensiones en la metrópoli de Santiago de Chile, toda la parte poniente de la metrópoli quedó inundada, es decir, las comunas de Maipú, Pudahuel, Cerro Navia, Lo Prado, Estación Central, Quinta Normal, Cerrillos y Renca.
Se producen decenas de aluviones, se destruyen puentes y casas. Hay cortes inminentes de luz y agua, el tránsito es un caos según la televisión, radio y periódico y se cancelan las clases y los viajes interurbanos en buses, trenes, aeropuertos y puertos.
Por las calles de los cerros de Valparaíso corren verdaderos ríos de agua, que inundan el puerto y el casco histórico.

## Ciudades afectadas
Las ciudades afectadas fueron: La Serena, Ovalle, Illapel, La Ligua, San Felipe, Los Andes, Quillota, Gran Valparaíso, Gran San Antonio, Colina, Santiago de Chile (Puente Alto, San Bernardo, Maipú, Peñalolén, Quilicura), Talagante, Melipilla, Rancagua, Rengo, Pichilemu, San Fernando, Curicó, Talca, Linares, Cauquenes, Parral, Cobquecura, San Carlos, Gran Chillán, Gran Concepción, Los Ángeles y Lebu.